# Cicurina placida
Espèce
Synonymes
- Cicurina lowriei Levi, 1951

Cicurina placida est une espèce d'araignées aranéomorphes de la famille des Cicurinidae.

## Distribution
Cette espèce se rencontre aux États-Unis dans l'État de New York, au New Hampshire, au Maine, au Maryland, en Indiana, en Illinois, au Wisconsin et au Michigan et au Canada au Manitoba, en Ontario, au Nouveau-Brunswick et en Nouvelle-Écosse,.

## Description
La femelle holotype mesure 5 mm.
Le mâle décrit par Chamberlin et Ivie en 1940 mesure 4,80 mm et les femelles 4,80 et 6,00 mm.

## Systématique et taxinomie
Cette espèce a été décrite par Banks en 1892.
Cicurina lowriei a été placée en synonymie par Roth et Brown en 1986.

## Publication originale
- Banks, 1892 : « The spider fauna of the Upper Cayuga Lake Basin. » Proceedings of the Academy of Natural Sciences of Philadelphia, vol. 1892, p. 11-81 (texte intégral).